# 康塔爾省
康塔爾省（法語：Cantal，法語：[kɑ̃tal] ⓘ）是法國奥弗涅-罗讷-阿尔卑斯大区所轄的省份。該省編號為15。康塔尔省得名于康塔尔山脉。康塔尔省与多姆山省、上卢瓦尔省、阿韦龙省、洛特省、洛泽尔省、科雷兹省相邻。主要城镇有欧里亚克、圣弗卢尔、莫里亚克。康塔尔省创设于1790年3月4日。
康塔尔省最高点位于Le Plomb du Cantal，海拔1858米。